# ماچته می‌کشد
ماچته می‌کشد (انگلیسی: Machete Kills) یک فیلم، به کارگردانی رابرت رودریگز در سال ۲۰۱۳ محصول ایالات متحده و روسیه است. در این فیلم بازیگرانی مانند دنی ترخو، میشل رودریگز، سوفیا ورگارا، امبر هرد، کوبا گودینگ جونیور، والتون گوگینس، چارلی شین، مل گیبسون، آنتونیو باندراس، لیدی گاگا، دمیان بیچیر و جسیکا آلبا بازی کرده‌اند.

## خلاصه فیلم
دولت آمریکا ماچته را استخدام می‌کند و به او مأموریت می‌دهد تا به مکزیک برود و یک دلال اسلحه که قصد پرتاب سلاحی به فضا را دارد؛ از میان بردارد و…